# Wilhelm Brandenburg (Maler)
Wilhelm Brandenburg (* 24. Januar 1824 in Mülheim am Rhein; † 10. Juni 1901 in Düsseldorf) war ein deutscher Landschaftsmaler der Düsseldorfer Schule.

## Leben

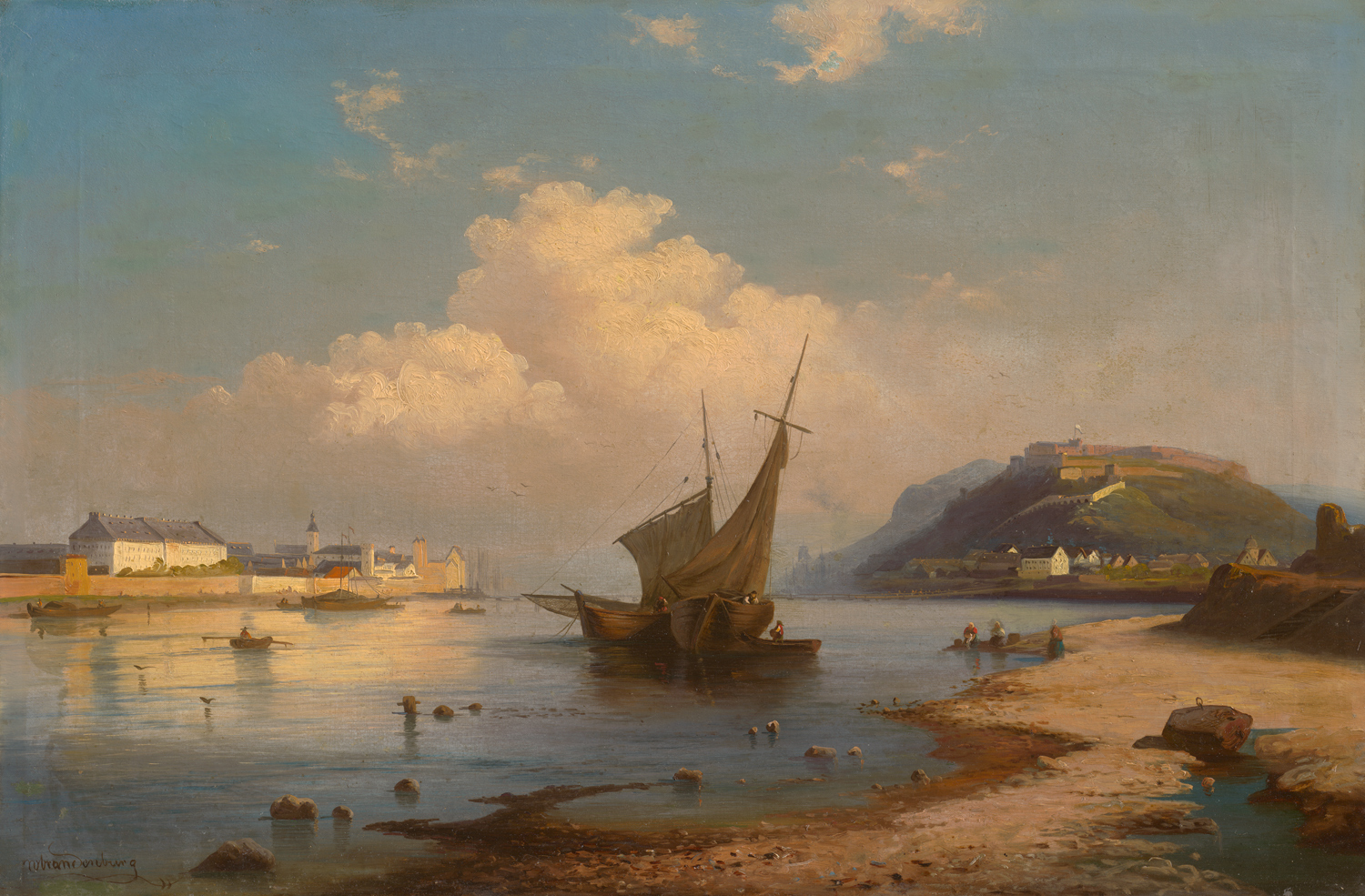
Blick auf Koblenz und den Ehrenbreitstein

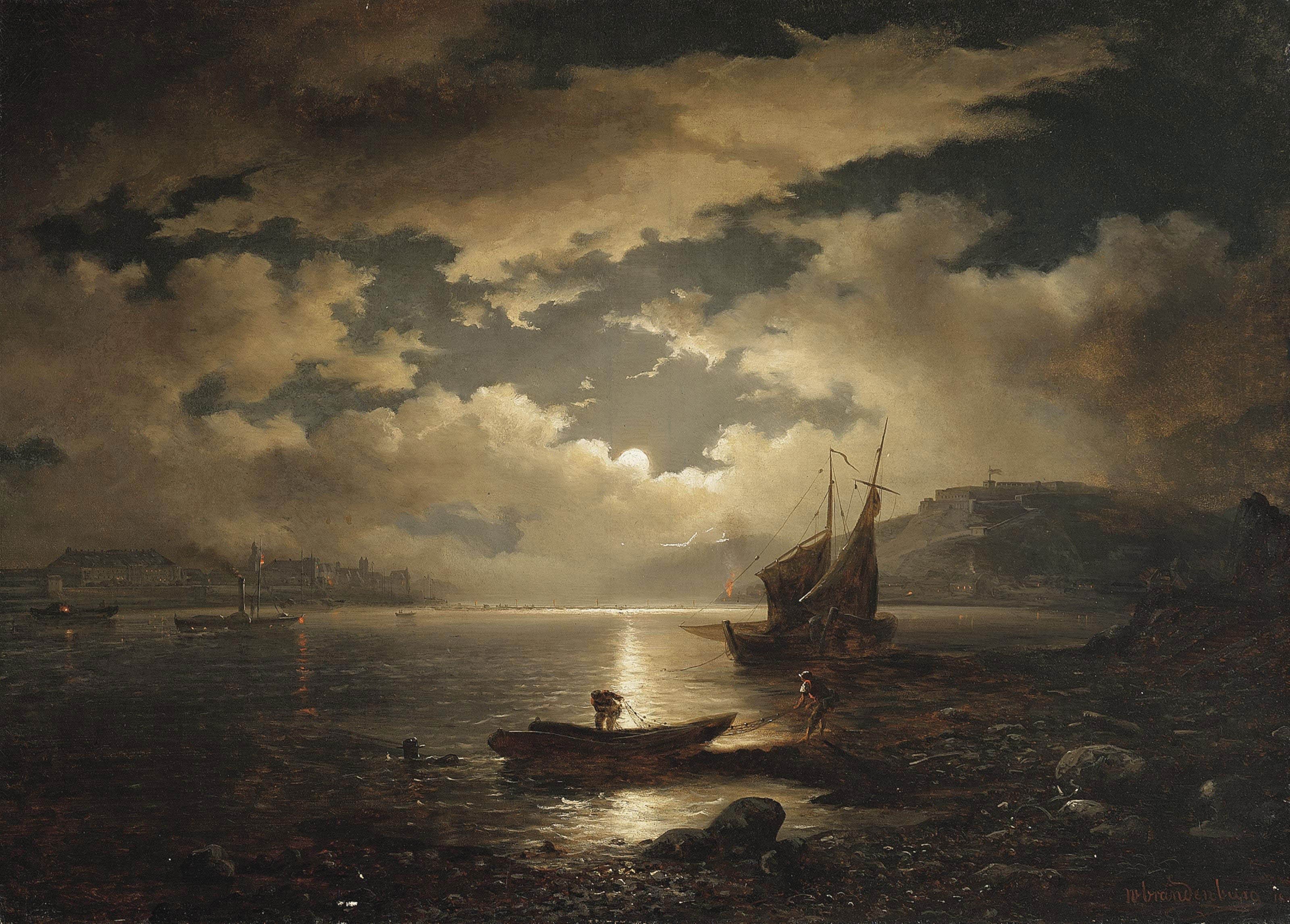
Fischen im Mondlicht, Nachtansicht des Rheins bei Koblenz und Ehrenbreitstein

Nach Privatunterricht bei Johann Rudolf Adams in Koblenz studierte Brandenburg im Umfeld der Kunstakademie Düsseldorf Malerei. Privat war er dort Schüler von Carl Hilgers. In Düsseldorf, wo er bis zu seinem Tod lebte und Vater des späteren Malers Paul Brandenburg wurde, war er von 1897 bis 1901 Mitglied des Künstlervereins Malkasten. Er schuf eine Vielzahl romantischer Ansichten von Landschaften am Rhein und an der Mosel. Außerdem bereiste er Tirol, Oberbayern und die Schweiz.